# Łabski Wodospad
Łabski Wodospad (czes. Labský vodopád) – wodospad górski w Sudetach Zachodnich w zachodniej części Karkonoszy. Należy do największych i najbardziej znanych czeskich wodospadów. Jego powstanie związane jest z erozją wsteczną Łaby.
Aby uatrakcyjnić to miejsce turystom, w 1828 r. (lub może już w 1826 r.) zbudowano tutaj zbiornik ze stawidłem: po wniesieniu opłaty podnoszono zaporę i można było obejrzeć wezbraną kaskadę wodospadu. Potem dobudowano także drewniane schody. Historyczna zapora ma 1 m wysokości, 8 m długości i 2 m szerokości. Od 1987 r. do dyspozycji turystów jest także mostek widokowy.